# 柳瀬睦男
柳瀬 睦男（やなせ むつお；栁瀨 睦男、1922年1月19日－2008年12月7日）は、日本の物理学者、科学哲学者、カトリック司祭。

## 経歴
大阪府出身。東京帝国大学理学部卒。1961年「最良の観測装置」で東大理学博士。上智大学理工学部助教授、1964年教授、副学長、同生命科学研究所長、同アジア文化研究所長、81年学長。1995年4月、勲二等瑞宝章を受章。相対性理論や量子力学が現代社会におよぼす哲学的意味を追究した。

## 著書

### 単著
- 『物理学の思想と方法』三省堂選書 1978
- 『科学の哲学』岩波新書 1984
- 『現代物理学と新しい世界像』岩波現代選書 1984
- 『科学と信仰のあいだで』編集グループSURE シリーズ鶴見俊輔と考える 2008

### 共編
- 『時間とは何か』伏見康治共編 中央公論社 自然選書 1974
- 『アインシュタインと現代の物理』江沢洋共編 ダイヤモンド社 1979
- 『上智大学の未来像 二十一世紀への展望』編 南窓社 1988
- 『日常性のなかの宗教 日本人の宗教心』村上陽一郎,川田勝共編 南窓社 1999

### 翻訳
- テッド・バスティン編『量子力学は越えられるか』黒崎宏、村上陽一郎共訳 東京図書 1973
- G.J.ウィットロウ『時間その性質』熊倉功二共訳 文化放送開発センター出版部 1976 のち法政大学出版局
- B.デスパーニア『現代物理学にとって実在とは何か』監訳 培風館 1988
- ジョージ・コイン他編『宇宙理解の統一をめざして 物理学・哲学・神学からの考察』監訳 南窓社 1992